# Filippa Duci
Filippa Duci (franska: Philippa Desducs), född 1520 i Moncalieri, död 1586 i Tours, var en fransk adelskvinna. Hon är känd som älskarinna till kung Henrik II av Frankrike under år 1537. Hon var mor till Diane de France. Hon hade en tillfällig förbindelse med Henrik under hans vistelse i Italien.